# 藤井明 (建築理論家)
藤井 明（ふじい あきら、1948年11月13日 - ）は、日本の建築理論家。建築評論家。東京大学名誉教授。

## 来歴
岡山県生まれ。1971年東京大学工学部建築学科卒業。1977年同大学大学院工学系研究科建築学専攻博士課程修了（工学博士）。
1996年より東京大学生産技術研究所教授。都市形態学専攻。建築計画、都市解析と平行して世界の伝統的集落の調査を行ない、40カ国以上を調査している。

## 作品
- 中標津町立中標津小学校
- ホワイト・ライノ（張力型空間構造モデルドーム）：世界初のテンセグリティドーム
- ミニ・ライノ（プレキャストポストテンションシェル）

## 主な著作・共著・編集
- 『住居集合論1～5』 (共著/鹿島出版会/1973 - 1979年)
- 『集落探訪』（建築資料研究社/2000年）
- 『東アジア・東南アジアの住文化』（畑聰一共著/放送大学教育振興会/2003年）